# Kirari Suleman Nagar
Kirari Suleman Nagar, auch Kirari, ist eine Stadt im indischen Unionsterritorium Delhi. Kirari Suleman Nagar hat den Status einer Census Town. Die Stadt ist in 3 Wards gegliedert. Sie hatte am Stichtag der Volkszählung 2011 283.211 Einwohner, von denen 152.348 Männer und 130.863 Frauen waren. Hindus bilden mit einem Anteil von über 90 % die Mehrheit der Bevölkerung. Die Alphabetisierungsrate lag 2011 bei 79,94 % und damit deutlich über dem nationalen Durchschnitt, jedoch unter dem Durchschnitt von Delhi.